# Brusil Miranda Metou
 (mars 2025).
Motif : Manque les sources d'ampleur démontrant la notoriété
- Archive Wikiwix
- Bing
- Cairn
- DuckDuckGo
- E. Universalis
- Gallica
- Google
- G. Books
- G. News
- G. Scholar
- Persée
- Qwant
- (zh) Baidu
- (ru) Yandex
- (wd) trouver des œuvres sur Wikidata

| 1. | Préciser le motif de la pose du bandeau. | Précisez le motif de la pose du bandeau en utilisant la syntaxe suivante : {{admissibilité à vérifier\|date=juillet 2025\|motif=remplacez ce texte par le motif}}                         |
| 2. | Informer les utilisateurs concernés.     | Pensez à avertir le créateur de l'article, par exemple, en insérant le code ci-dessous sur sa page de discussion : {{subst:avertissement admissibilité à vérifier\|Brusil Miranda Metou}} |

Brusil Miranda Metou de son vrai nom Brusil Miranda Martine Metou, née le 29 janvier 1976 à Bandjoun, est une enseignante et avocate camerounaise,.

## Biographie

### Éducation
Brusil Miranda Metou, née le 29 janvier 1976 à Bandjoun, est une enseignante et avocate camerounaise. Au cours de son parcours académique, elle obtient successivement à l’Université de Yaoundé II une licence en droit en 2001, un diplôme d’études approfondies (DEA) en droit public en 2004, un doctorat en droit public en 2009 avec autorisation de publier sa thèse intitulée: Le rôle du juge dans le contentieux international aux éditions Bruylant, et l'agrégation de droit public en 2013,,,. Elle est la première femme en Afrique subsaharienne à obtenir l’agrégation de droit public,.
Lors des sessions de 2006 et de 2012, Brusil est auditrice de l’Académie de droit international de La Haye et la même année elle obtient une bourse du Programme de bourse de perfectionnement des Nations Unies en Droit international. En 2010, elle est auditrice du Centre d’études et de recherche de l’Académie de droit international de La Haye sur Les migrations internationales,,.
En 2017, Brusil obtient le titre de professeur titulaire (Full Professor),,.

## Carrière

### Enseignement
Brusil est enseignante de droit public à l’Université de Yaoundé II depuis 2008 et devient progressivement docteur, chargé de cours et maître de conférence au sein de l'Université de Yaoundé II.
Elle est nommée chef de la division de la recherche et du développement de l’Université de Yaoundé II pour le compte de l'année académique 2013-2014.
De 2014 à 2017, elle occupe cumulativement le poste de directrice du centre d’études et de recherche en droit international et communautaire de (CEDIC) l’Université de Yaoundé II et celui de coordonnatrice du Master II en droit international public à la faculté des sciences juridiques et politiques de l’Université de Yaoundé II,.
Affectée à l’Université de Dschang, elle est sous décret du chef de l’État vice-recteur chargé de la recherche, de la coopération et des relations avec le monde des entreprises de 2017 à 2020 tout en y enseignant,,. 
Entre 2010 et 2020, elle est professeur associé à l’école nationale d’administration et de magistrature (ENAM), à l’école internationale de forces et de sécurité (EIFORCES), à l’Institut des relations internationales du Cameroun (IRIC) et à l’Académie Denis Ekani de l’OAPI.
Internationalement, elle est invitée dans plusieurs universités à savoir l’Université d’Abomey Calavi au Bénin, à l’Université de Lomé et à l’Université de Kara toutes deux au Togo, à l’Institut d’études juridiques de EM-GABON au Gabon, à l’Université Panafricaine, à l'Université de Paris I Panthéon Sorbonne ainsi qu’à l’Institut international des droits de l’homme (IIDH) de la Fondation René Cassin de Strasbourg les deux dernières en France. Aussi, elle enseigne le droit  à l'académie de droit international de La Haye au Pays-Bas et à l’Université du Québec au Canada,, 

### Autres
En dehors du cadre académique, elle est depuis 2014 membre de la 3e commission du programme de reconnaissance et d’équivalence des diplômes (PRED) du Conseil africain et malgache pour l’enseignement supérieur (CAMES), membre du Comité scientifique de la revue africaine des sciences juridiques, membre du Comité consultatif interuniversitaire du Cameroun (CCIU), membre désigné du Comité technique spécialisé des sciences juridiques et politiques du CAMES, membre de la Société française pour le droit international (SFDI) et membre du conseil d’administration du réseau francophone de droit international (RFDI),.
Elle apporte son expertise en assurance qualité auprès de plusieurs organismes internationales tels que le Conseil africain et malgache de l’enseignement supérieur (CAMES), l’Agence universitaire de la francophonie (AUF) et la Deutscher Akademisher Austauschdienst (DAAD) depuis 2015,.
En 2020, elle est nommée secrétaire générale du Ministère du commerce.
Elle est l'autrice de plusieurs articles depuis 2009 parus dans des revues africaines, françaises et canadiennes, de trois livres entre 2016 et 2023 parmi lesquels Regards sur le droit public en Afrique, Mélanges en l'honneur du Doyen Joseph-Marie Bipoun Woum, coécrit avec Stéphane Doumbé-Billé et Maurice Kamto parus aux éditions l'Harmattan et d'une thèse de doctorat en 2012,,,,.

## Ouvrages

### Thèse
- Le rôle du juge dans le contentieux international: cas de la cours internationale de justice, Bruxelles, Bruylant, 2012[13]

### Articles
- Les organisations africaines de promotion et de protection des droits humains, Organisations internationales: Droit et politique de la gouvernance mondiale, Volume 1, Les Presses de la SQDI, 31 janvier 2024, p. 80-94
- La multi appartenance des États africains aux organisations régionales, Cahiers Africains de Droit International (CADI), Volume 4, Numéro 2, 2023, p. 193-223
- Codes of Good Conduct during Elections or the Invasion of Constitutional Law by "Soft Law" in New or Re-established Demovraties in Francophone Black Africa, Revue française de droit constitutionnel, No 95 juillet 2023
- Le contrôle international des dérogations aux droits de L’homme (Volume 425), The Hague Academy Collected Courses Online / Recueil des cours de l'Académie de La Haye en ligne, 2022,  (ISBN 978-90-04-51770-7)
- La Cour de justice de la CEDEAO et la construction d’une « état de droit sous-régional en Afrique de l’Ouest, L'État inachevé - Mélanges en l'honneur du Professeur Koffi Ahadzi-Nonou, Volume 1, LGDJ, 2021, p. 701-726
- La médiation de l’Union africaine dans la résolution des crises internes de ses États membres, Revue québecquoise de droit international, 2018, p. 39-69
- Significantly reduce all forms of violence and related death rates everywhere, Peace, Justice and Strong Institutions, Sustainable Development Goals : Goal 16, Brusil Miranda METOU, Volume 1, ARANZADI, 2017, p. 69-120

### Livres
- Le droit et les crises au Cameroun, L'explication juridique des crises, Tome 1, Editions L'Harmattan, Collection Études africaines, 13 juin 2023
- Le droit et les crises au Cameroun, La manifestation juridique des crises, Tome 2, Editions L'Harmattan, Collection Études africaines, 13 juin 2023
- Regards sur le droit public en Afrique, Mélanges en l'honneur du Doyen Joseph-Marie Bipoun Woum, avec Maurice Kamto, Stéphane Doumbé-Billé, Editions L'Harmattan, Collection Études africaines, 01 février 2016